# San Francisco, Corregidora
San Francisco är en ort i Mexiko.   Den ligger i kommunen Corregidora och delstaten Querétaro Arteaga, i den centrala delen av landet, 180 km nordväst om huvudstaden Mexico City. San Francisco ligger 1 974 meter över havet och antalet invånare är 347.
Terrängen runt San Francisco är kuperad österut, men västerut är den platt. Runt San Francisco är det ganska tätbefolkat, med 104 invånare per kvadratkilometer. Närmaste större samhälle är Santiago de Querétaro, 9,2 km norr om San Francisco. Omgivningarna runt San Francisco är en mosaik av jordbruksmark och naturlig växtlighet.